# Wurfrahmen 40

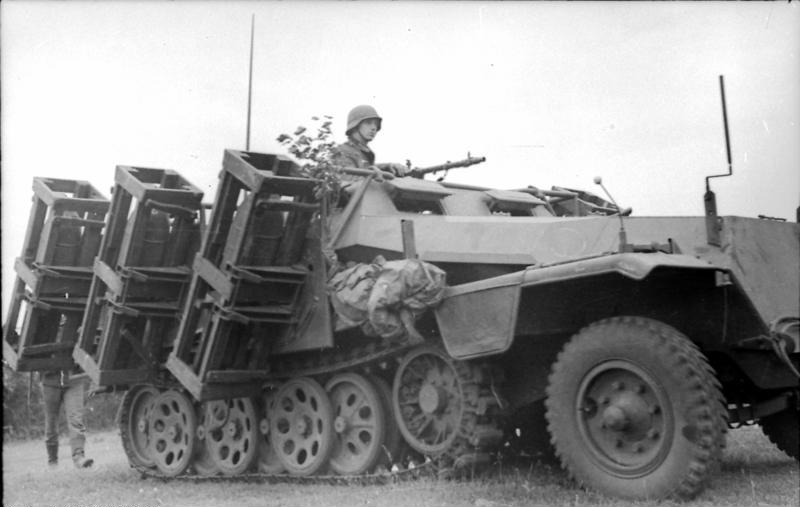
Wurfrahmen befestigt am Sd.Kfz. 251 mittlerer Schützenpanzerwagen; hier der 24. Panzer-Division

Der Wurfrahmen 40 war ein deutscher Raketenwerfer der Wehrmacht aus dem Zweiten Weltkrieg. Er kombinierte dabei Halbkettenfahrzeuge wie das Sd.Kfz. 251 oder erbeutete französische Renault UE Chenillette mit Raketenartillerie, um ein beweglicheres und etwas besser geschütztes Artilleriegeschütz als den Nebelwerfer zu erhalten. Im Soldatenjargon wurde es als „Stuka zu Fuß“ (wegen des charakteristischen Pfeifens ähnlich dem der Ju 87 „Stuka“) oder „Heulende Kuh“ bezeichnet.
Die Waffe bestand aus seitlich oder hinten angebrachten Packkisten und war mit 300-mm-Sprengwurfkörpern bestückt. Es konnten auch 280-mm-Sprengwurfkörper und 320-mm-Flammwurfkörper verschossen werden. Wie bei allen Raketenartilleriegeschützen dieser Zeit neigten die Raketen zu unpräzisen Treffern und wurden daher immer in größeren Mengen auf ein Ziel abgefeuert. 
Die am häufigsten verwendete Befestigung am Sd.Kfz. 251 bestand aus sechs Packkisten, drei auf jeder Seite. Der Chenillette UE hatte entweder vier Gestelle am Heck oder zwei auf jeder Seite. Der Hotchkiss H-35 hatte ebenfalls zwei Packkisten auf jeder Seite.